# Simoneura ophitis
Simoneura ophitis är en fjärilsart som beskrevs av Walsingham 1911. Simoneura ophitis ingår i släktet Simoneura och familjen stävmalar. Inga underarter finns listade i Catalogue of Life.